# 第三号海防艦
第三号海防艦（だいさんごうかいぼうかん）は、日本海軍の海防艦。第一号型海防艦（丙型）の2番艦。大東亜戦争末期、作戦行動中に撃沈された。

## 艦歴

### 計画-竣工-練成
マル戦計画の海防艦丙、第2401号艦型の2番艦、仮称艦名第2402号艦として計画。1943年9月15日、三菱重工業神戸造船所で建造番号712番船として仮称艦名第2401号艦と同日に起工。12月22日、第三号海防艦と命名されて第一号型海防艦の2番艦に定められ、本籍を呉鎮守府と仮定。12月29日、第1号海防艦と同日に進水。
1944年1月26日、艤装員事務所が神戸三菱造船所内で事務を開始。2月29日、第1号海防艦と同日に竣工し、艤装員事務所を撤去。本籍を呉鎮守府に、役務を呉鎮守府警備海防艦にそれぞれ定められ、呉防備戦隊に編入。基礎術力練成教育に従事。

### 1944年3月-6月 第二海上護衛隊
1944年3月25日、海上護衛総司令部第二海上護衛隊に編入。横浜へ回航し、31日に東松四号船団と合流する。
4月1日、東松四号船団を護衛して木更津発。当初、本艦はサイパン止め船団の護衛として割り当てられていたが、パラオ行き船団に割り当てられていた隠岐の爆雷残量の関係で、隠岐に代わりパラオ行き船団に配当される。13日、パラオのヨオ水道に到達。20日、特設砲艦富津丸とともにダバオへ向けパラオ発。23日、ダバオ着。
5月3日、ダバオへ向け航行中の備庸丸を迎えるためダバオ発。4日、同船を伴いダバオに帰着。9日、高津丸船団を護衛しマニラへ向けダバオ発。21日、吉備津丸を護衛しマニラ発。同船を途中まで護衛し、25日マニラに帰着。28日、マスバテ島へ向けマニラ発。29日、海軍配当船天榮丸を護衛するため反転する。31日、マニラ着。
6月6日、第三南遣艦隊作戦指揮下に編入。28船団を護衛し、ハルマヘラ島ワシレへ向かう。13日、ワシレ着。15日、M24船団を護衛してマニラへ向けワシレ発。24日、マニラ着。

### 1944年7月-8月 第一海上護衛隊
マニラ在泊中の1944年7月5日、第一海上護衛隊作戦指揮下に編入。7日、ミ船団の一つのミ09船団に合同することとなり、ミリへ向けマニラ発。12日、ミリ着。ミリ在泊中の18日、第二海上護衛隊が解隊され、第一海上護衛隊に編入。19日、ミ10船団（18隻）を護衛して内地へ向けミリ発。24日、経由地のマニラに入港。27日、引き続きミ10船団を護衛してマニラ発。
8月2日、中継地の高雄着。4日、引き続きミ10船団を護衛して内地へ向け高雄発。10日、門司に到着し呉へ回航。11日から20日まで呉海軍工廠で入渠し、爆雷装置の修理を行う。21日、門司へ回航し、ヒ73船団の編成を待つ。25日、ヒ73船団を護衛して門司を出港したが、本艦は有川湾で船団から分離して佐世保へ回航し、モタ25船団の編成を待つ。31日、モタ25船団（3隻）を護衛して高雄へ向け寺島水道発。

### 1944年9月-12月 第十一海防隊
1944年9月3日、モタ25船団護衛部隊3隻は高雄で編成中のタマ25船団の護衛に割り当てられることとなり、高雄行きを取りやめ基隆に回航されることとなった。本艦らはモタ25船団を基隆まで送り届け、4日高雄に入港。5日、第一海上護衛隊隷下に新編された第十一海防隊に編入。同日、タマ25船団（11隻）を護衛して高雄発。6日船団がアメリカ潜水艦の攻撃により損害を出したため、東港に退避。8日、引き続きタマ25船団を護衛してマニラへ向け東港発。9日、船団が再び損害を出したため、本艦は豊岡丸と満州丸の遭難者を救助し、10日ラポッグ湾に退避。11日ラポッグ湾を出港したが、ビサヤ諸島が12日にアメリカ艦上機の空襲を受けていたため、マニラ直行をとりやめて13日にスービック湾で仮泊。14日にはサンタクルスへ退避することとなった。17日、アメリカ艦上機によるビサヤ諸島に対する空襲が終わったためスービック湾へ向けサンタクルスを出港し、同日スービック湾に入港。18日に同湾を出港し、同日マニラに到着した。20日、マタ27A船団（6隻）を護衛して高雄へ向けマニラ発。21日、スービック湾沖でアメリカ艦上機の空襲を受け、対空戦闘を行う。この空襲で船団は全滅してしまい、本艦は戦死者2名を出し、僚艦の第5号海防艦は被爆して沈没した。同日、残された護衛艦艇はサンタクルスに退避。その後は22日サンフェルナンド、23日ラポッグ湾と避泊を繰り返し、26日高雄に入港した。29日、タモ26船団（9隻）を護衛して基隆へ回航。30日、内地へ向け基隆発。
10月6日、門司着。7日から18日まで呉海軍工廠で入渠し、修理を行う。18日門司へ回航し、モマ06船団の編成を待つ。22日、モマ06船団（11隻）を護衛してマニラへ向け門司発。船団は2隻を失い1隻が離脱しながらも27日基隆に入港し、31日高雄着。
11月1日、引き続きモマ06船団を護衛してマニラへ向け高雄発。途中サブタン島とサンタクルスを経由し、9日マニラ着。12日、マタ32船団（3隻）を護衛して高雄へ向けマニラ発。14日、アメリカ潜水艦群の攻撃を受けて第7号海防艦、鞍埼、海軍配当船第五雲海丸が相次いで撃沈され、残りの艦船は17日に高雄に入港した。11月20日、第130号海防艦（サンジャック在泊中）と第134号海防艦（泗礁山在泊中）が第十一海防隊に編入される。23日、タマ32A船団を護衛してマニラへ向け高雄発。途中枋寮、ムサ、ラポッグ湾、サンフェルナンドで避泊を繰り返し、30日マニラ着。
12月10日、第一海上護衛隊は第一護衛艦隊に改編。その他の12月中の行動は不明。

### 1945年1月 沈没
1945年1月1日、サマ14船団を護衛して高雄着。3日、他の船団との合同を命じられサマ14船団とともに高雄を出港。4日、南澳島に到着。6日単艦で南澳島を出港し、7日高雄着。8日、単艦で高雄を出港して基隆へ向かう。9日、基隆へ向け航行中、浙江省温州沖でアメリカ艦上機の攻撃を受け、被爆し沈没した。この戦闘で海防艦長の仁科俊郎少佐以下乗員170名が戦死した。
3月10日、第三号海防艦は第一号型海防艦と第十一海防隊から削除され、帝国海防艦籍から除かれた。

## 海防艦長
艤装員長
1. 仁科俊郎 大尉：1944年1月30日 - 1944年2月29日

海防艦長
1. 仁科俊郎 大尉/少佐：1944年2月29日 - 1945年1月9日 戦死、同日付任海軍中佐